# Ранульф де Бриксар
Ранульф (Раннульф) (II) де Бриксар (фр. Ranulf de Briquessart, ум. ок. 1089) — нормандский барон, виконт Бессена (Байё) с ок. 1047 года, сын виконта Ранульфа I от брака с Алисой, незаконнорожденной дочерью герцога Нормандии Ричарда III.

## Биография
Ранульф происходил из рода, основанного неким Аншитилем, виконтом в Бессене около 1030 года. Отец Ранульфа, виконт Ранульф I, в 1047 году принимал участие в восстании Ги де Бриона против герцога Вильгельма II (будущего короля Англии Вильгельма I Завоевателя), но мятежники были разбиты в битве при Валь-э-Дюн. Многие из них погибли, возможно погиб и Ранульф I, который после этого больше не упоминается в исторических документах.
Несмотря на участие его отца в восстании, Ранульф II, который по матери приходился герцогу близким родственником, сохранил Бессен. Вместе с епископом Байё Одо, Ранульф был самым могущественным магнатом в Бессене.
Впервые Ранульф II упоминается в хартии герцога Вильгельма II о пожертвовании монахам Мармутье, датированной 1064 годом. Вероятно также, что именно он упоминается как «виконт Ранульф», засвидетельствовавший хартию герцога Вильгельма в Кане.
Ещё до завоевания Англии Ранульф получил манор в Авранше. Кроме того, он женился на дочери виконта Авранша Ричарда ле Гоза, что позволило в будущем его сыну унаследовать обширные владения графов Честер в Англии и Нормандии.
В 1076 году Ранульф от имени Вильгельма Завоевателя (как герцога Нормандии) проводил судебное разбирательство, по которому оспариваемая мельница была присуждена аббатству Мон-Сен-Мишель. В 1080-е годы имя Ранульфа присутствует в нескольких хартиях: 14 июля 1080 года он засвидетельствовал хартию, данную аббатству Лизье (в епархии Кутанса), в том же году — адресованную епископу Линкольна Регимию Феканскому в пользу аббатства Ле Прео, между 1079 и 1082 — аббатству Св. Стефана в Кане. Имя Ранульфа стоит на меморандуме 1085 года.
Последний раз Ранульф II упоминается 24 апреля 1089 года, когда он засвидетельствовал утверждение Роберта Куртгёза герцогом Нормандии, причём его имя стоит ниже, чем имя его сына, Ранульфа ле Мешена. Вероятно Ранульф II умер вскоре после этого.
Поскольку Ричард, старший сын Ранульфа II, умер молодым, наследником стал его второй сын, Ранульф III ле Мешен, который получил от короля богатые владения в Камберленде и Уэстморленде. Позже он получил посредством брака владения в Линкольншире, а после гибели в 1120 году двоюродного брата, Ричарда д’Авранша, 2-го графа Честера — и его владения в Англии и Нормандии, а также титул графа Честера.

## Семья
Жена: Маргарита (Матильда) д’Авранш, дочь Ричарда ле Гоза, виконта д’Авранш. Дети:
- Ричард (умер молодым)[13];
- Ранульф III ле Мешен (ум. 17 или 27 января 1129), виконт Байё с 1089, 1/3-й граф Честер и виконт д’Авранш с 1120[2][13];
- Уильям Фиц-Ранульф (ум. ок. 1130/1135), барон Эгремон, барон Скиптон (по праву жены)[К 4][2][13];
- Жоффруа из Гисланда[К 5].
- Агнес (Авелин), мужем которой был Роберт (III) де Грантмесниль (до 1060 — ок. 1136)[К 6][13].

## Комментарии
1. ↑  Его прозвание произошло от названия ныне не существующей крепости Бриксар-ан-Ливри (фр. Briquessart-en-Livry) в Бессене[1].
2. ↑  Отец Вильгельма Завоевателя, герцог Нормандии Роберт Дьявол, был младшим братом герцога Ричарда III, деда Ранульфа по матери. Таким образом, мать Ранульфа приходилась будущему королю Англии двоюродной сестрой[5].
3. ↑  Прозвище Ранульфа III означает «Младший», чтобы отличать от отца[13].
4. ↑  Уильям основал младшую ветвь рода, угасшую после смерти его младшего сына, после чего его владения были разделены между детьми его трёх дочерей[13].
5. ↑  Упомянут в «Хронике Камбрии»[14], которая сообщает, что Вильгельм I Завоеватель даровал ему земли в графстве Камбрия. Далее указано, что детей у Жоффруа не было, поэтому ему наследовал брат Ранульф[2].
6. ↑  Ордерик Виталий сообщает, что Роберт де Грантмесниль, сын Гуго де Грантмесниля, был женат на Агнессе, дочери Ранульфа, виконта Байё. Но не исключено, что она была дочерью не Ранульфа II, а Ранульфа III[15].